# غتة دة
غتة دة هي قرية في مقاطعة طالقان، إيران. يقدر عدد سكانها بـ 256 نسمة بحسب إحصاء 2016.